# Montapas
Montapas é uma comuna francesa na região administrativa de Borgonha-Franco-Condado, no departamento Nièvre. Estende-se por uma área de 23,46 km². Em 2010 a comuna tinha 290 habitantes (densidade: 12,4 hab./km²).